# Frank Brangwyn
Sir Frank William Brangwyn (Bruges, 13 maggio 1867 – Ditchling, 11 giugno 1956) è stato un pittore, incisore e illustratore britannico.

## Biografia
Nato a Bruges, in Belgio, dove suo padre William Curtis Brangwyn aveva ricevuto, nel 1865, l'incarico di decorare la basilica del Sacro Cuore, tornò in Galles con la famiglia nel 1875, dove ricevette un'educazione artistica dapprima presso lo studio del padre e poi nell'atelier del noto artista William Morris.
Nel 1884 la sua passione per l'arte ricevette un notevole incentivo con l'ammissione di una sua tela all'esposizione estiva della Royal Academy e sei anni dopo, nel 1890, la sua tela Funeral At Sea vinse la medaglia d'oro al Salon di Parigi. L'opera si inserisce dopo un periodo di intensa sperimentazione paesaggistica, all'interno del cosiddetto "periodo grigio", caratterizzato dalla scelta di una limitata gamma cromatica.
Attratto dalla vena orientaleggiante già seguita da molti suoi colleghi, Brangwyn partì ben presto per un viaggio verso Istanbul e il Mar Nero, realizzando numerosi studi e schizzi su un taccuino oggi in mostra alla Royal Academy: molti di questi disegni si trasformarono in dipinti già durante il suo viaggio di ritorno, in particolare le vedute di Spagna, Marocco, Egitto e Turchia. La sua gamma cromatica si ampliò quindi, includendo tinte dorate che inizialmente non raccolsero il favore della critica. Dopo un breve ritorno in patria, il pittore si recò quindi in Africa fino a che, nel 1895, Siegfried Bing lo invitò a Parigi. Durante questa sua permanenza europea, il critico lo indirizzò verso le arti applicate e Brangwyn iniziò a dedicarsi alla decorazione d'interni, alle vetrate e alla progettazione di decorazioni per tappeti e tappezzerie. Il suo stile decorativo sempre sobrio riscosse consensi sia in patria che negli Stati Uniti. La sua opera più nota sono i British Empire Panels, una serie di pannelli sulla grandezza dell'impero britannico realizzati per adornare le Camere a Westminster ma rifiutate dal Parlamento perché troppo esotiche (le opere sono ora in mostra presso Brangwyn Hall a Swansea).
Dopo la prima guerra mondiale, che lo vide artista ufficiale, realizzò alcuni affreschi nel duomo di Jefferson City, Missouri e fu scelto da Nelson Rockefeller per decorare una parte del RCA bulding a New York, insieme a Diego Rivera e José Maria Sert, e si dedicò principalmente al design e all'attività di decoratore.